# ميخائيل جاي سولومون
ميخائيل جاي سولومون (بالإنجليزية: Michael Jay Solomon)‏ هو شخصية أعمال أمريكي، ولد في 20 يناير 1938 في نيويورك في الولايات المتحدة.